# Daïra de Medjedel
La Daïra de Medjedel est une circonscription administrative algérienne située dans la wilaya de M'Sila. Son chef-lieu est situé sur la commune éponyme de Medjedel.
La daïra regroupe les deux communes de Medjedel et Ouled Atia.